# Laila
För andra betydelser, se Laila (olika betydelser).

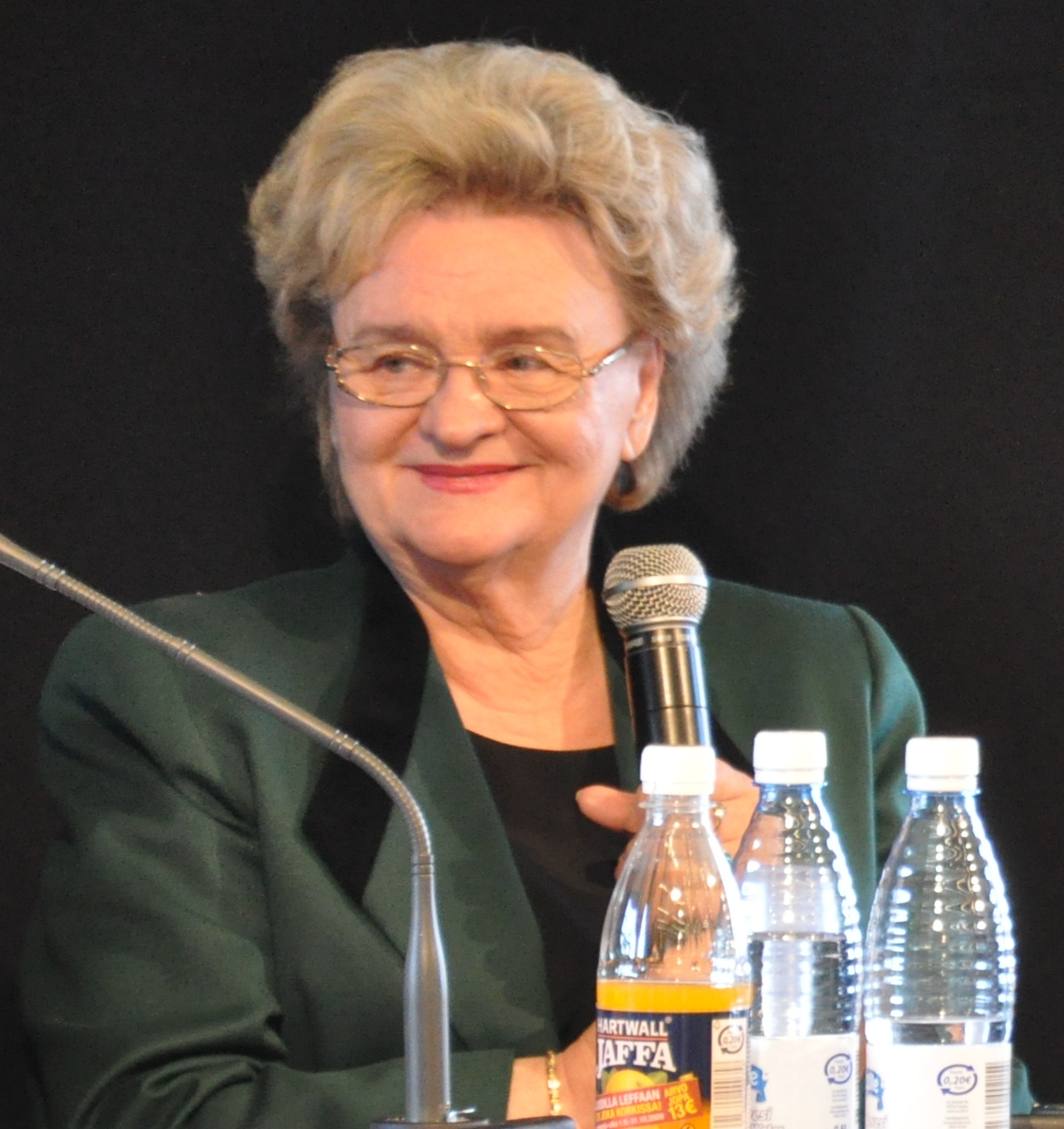
Laila Hirvisaari, 2009.

Kvinnonamnet Laila eller Lajla är av samiskt (Láilá) eller finskt ursprung med okänd betydelse. Det antas vara en variant av Aila. Namnet fick spridning genom J.A. Friis kortroman Lajla, som utkom 1882 på svenska. 
Det har även föreslagits att det har arabiskt eller hebreiskt ursprung med betydelsen natt, mörker (se Leila).
Namnet är inte så vanligt som tilltalsnamn bland de yngre idag. Vanligast är det bland kvinnor födda på 1940- till 1960-talen. De flesta stavar det Laila.
31 december 2009 fanns det totalt 13 324 personer i Sverige med namnet Laila eller Lajla, varav 8 833 med det som tilltalsnamn.
År 2003 fick 37 flickor namnet, varav 9 fick det som tilltalsnamn.
Namnsdag: 5 juli, (1986-2000: 27 februari). I den finlandssvenska namnsdagslängden har Laila namnsdag 5 mars sedan 1950.

## Personer med namnet Laila
- Cowboy-Laila
- Laila Adéle
- Laila Ali
- Laila Andersson (1938), dansk skådespelare
- Laila Andersson-Palme, operasångare
- Laila Bagge
- Laila Bjurling
- Laila Freivalds, politiker (S), f.d. justitieminister och utrikesminister
- Laila Hirvisaari, finländsk författare
- Laila Kinnunen, finländsk sångare
- Laila Novak
- Laila Nyström
- Laila Westersund, sångare och skådespelare